# Блини, Бребис
Бребис Блини (англ. Brebis Bleaney; 6 июня 1915 — 4 ноября 2006) — английский физик.
Член Лондонского королевского общества (1950), иностранный член Французской академии наук (1978).
Работал в Оксфордском университете с 1945 года (в 1957—1977 гг. — профессор и директор Кларендонской лаборатории).
Научные исследования в области физики твердого тела, физики низких температур, микроволновой спектроскопии, магнетизма, электронного парамагнитного резонанса.
С 1939 по 1945 года работал в Оксфорде над созданием радарных устройств. Одним из результатов работы стало создание отражательных клистронов мощностью до 100 милливатт диапазонов с длиной волны 3 см и 1.25 см.
Во второй половине 40-х годов Блини создал ЭПР спектрометр (независимо от Е. К. Завойского) и использовал его для проведения научных исследований. Первые эксперименты по ЭПР были проведены в 1946 году. Первая статья («Paramagnetic Resonance at Low Temperatures in Chrome Alum») была опубликована Блини в 1948 году. Наблюдал сверхтонкую структуру парамагнитного резонанса. В 1951 году независимо от Р. Паунда предложил два метода получения ориентированных ядер. До 1954 года лаборатория Блини была ведущей в мире в области ЭПР. Помимо экспериментальной работы, коллектив разрабатывал теорию спектров ЭПР.
В начале 1980-х годов сменил область своих исследований и занялся проблемами ядерного магнитного резонанса (ЯМР).
Премия Ч. Бойса (1950).